# Amata chariessa
Amata chariessa är en fjärilsart som beskrevs av Jordan 1936. Amata chariessa ingår i släktet Amata och familjen björnspinnare. Inga underarter finns listade i Catalogue of Life.